# Mississippi Queen
Mississippi Queen je rockabilly, country sastav iz Hrvatske.

## Biografija
Priča o Mississippi Queen-u počela je 1989. godine u Zagrebu. Sastav je osnovan u sastavu: Jurica Štelma (kontrabas), Karlo Starčević (ritam gitara, vokal), Renato Zgrablić-Pit (ritam gitara, vokal) i Vedran Žanko (solo gitara, vokal). U tom sastavu, MQueen je svirao više od godinu dana, i snimili su nekoliko pjesama, od kojih su tri pjesme objavljene na kompilaciji "Rock this town". To su bile prve službeno objavljene snimke Mississippi Queen-a. Godina 1990. bila je vrlo uspješna, jer nijedan drugi sastav u Hrvatskoj nije u sastavu imao  "slapping" kontrabas, pa je za mainstream to bilo vrlo "egzotično" i interesantno. Te su godine imali stotine koncerta i nekoliko pojavljivanja na nacionalnoj televiziji. Krajem 1990. Vedran napušta sastav i od tog vremena Renato preuzima solo gitaru. 
Nekoliko sljedećih godina sastav nastupa kao trio, ali samo je nekoliko stvari bilo snimljeno u tom periodu,koje su kasnije objavljene kao bonus tracks na reizdanju albuma "Golden Years". 1992. novi članovi dolaze u sastav: Gorana Čehić (violina, vokal) i Igor Balent (bubnjevi) i sastav snima svoj prvi album (Golden Years). Posebnost tog projekta je u tome što sastav po prvi put izlazi s jednom autorskom pjesmom. Međutim, za taj album nije bilo interesa izdavačkih kuća, tako da su ga članovi MQueen-a objavili samostalno. Nakon godine dana Igor i Gorana napuštaju sastav i Mississippi Queen opet nastavlja kao trio. Sljedeći album, "Ten Years After" snimljen je 1999. godine. Posebnost tog albuma je u tome što je sastav ušao u studio i odsvirao jedan svoj uobičajeni koncert, te kasnije samo odabrao pjesme koje će se naći na njemu, tako da je to ostala prava slika sastava iz tog vremena. Ni ovaj projekt nije zaživio kao "regularno" izdanje i tada sastav pokušava napraviti zaokret i približiti se mainstream-u, kako bi ostavili neki trag svog postojanja u diskografiji. Započinje se rad na autorskom materijalu na hrvatskom jeziku, ali ni taj pokušaj ne budi interes diskografskih kuća. Tada sastav odlučuje, po prvi put, poslati svoje snimke autorskih pjesama na engleskom jeziku stranim diskografskim kućama, specijaliziranim za tu vrstu glazbe. To je rezultiralo pozivom u "Tail" Studio,Švedska. Ta suradnja nije zaživila, ali su sačuvane dvije snimke s tog sessiona, koje su kasnije izašle na kompilaciji "Crockabilly" za Aquarius Records. U to vrijeme Pit napušta sastav i kao gitarist dolazi Ivan Semeš-Sammy. Tada sastav potpisuje ugovor s Rhythm Bomb Records iz Londona i u Lightning Recording studiju u Berlinu, snima album "Did You Say Love" 2005. godine. Album je prepoznat od publike i odlično ocijenjen od kritičara, pa sastav počinje biti sudionik mnogih festivala i klubova po Europi. Ubrzo sastav napušta Sammy i kao novi član dolazi etablirani berlinski gitarist i producent Axel Prefacke, te 2008. godine izdaju novi album "Rock-A-Billy Heaven Bound". Poslije par godina u sastav opet dolazi bubnjar Kruno Krapec, a Axela na gitari mjenja Gvozden Šopp. U toj formaciji sastav ponovo dobiva na čvrstini, te sviraju brojne festivale u Europi, a u planu je i novi album koji bi trebao izaći sredinom 2015. godine.

#### Diskografija
- "Golden Years"(1992.)
- "Ten Years After"(1999.)
- "Did You Say Love?"(2005. RBR)
- "Rockabilly Heaven Bound"(2008. RBR)
- "Oh Yeah!"(2016. RBR)

#### Kompilacije
- "Rock This Town"(1990.)
- "Perfect For Parties"(2007. RBR)
- "Hit After Hit"(2007 RBR)
- "The HotRodders Delight"(2008. RBR)
- "Crockabilly"(2008. Aquarius)
- "Cancer Killer" (2011. RBR)

#### Članovi
- Karlo Starčević (Don Karlos) - vokal, ritam gitara
- Jurica Štelma - kontrabas
- Gvozden Šopp - solo gitara
- Kruno Krapec - bubnjevi

RBR izdavačka kuća - Rhythm Bomb Records

## Vanjske poveznice
- Official Site of Mississippi Queen